# Storvik
Storvik – miejscowość (tätort) w Szwecji, w regionie administracyjnym (län) Gävleborg (gmina Sandviken). 
Storvik położone jest w prowincji historycznej (landskap) Gästrikland, nad jeziorem Näsbysjön, ok. 15 km na zachód od Sandviken, przy trasie europejskiej E16. Miejscowość jest ważnym węzłem kolejowym. Krzyżują się tam linie Gävle/Storvik – Ånge (Norra stambanan), Gävle – Falun – Kil (Bergslagsbanan) oraz linia z Mjölby (Godsstråket genom Bergslagen).
Miejscowość rozwinęła się jako osada kolejowa. Pierwsze połączenie kolejowe (linia Gefle-Dala järnväg) oddano do użytku w 1859 r. W 1875 r. otwarto południowy odcinek Norra stambanan. W okresie 1916–1923 Storvik miało status municipalsamhälle w ramach gminy wiejskiej Ovansjö (Ovansjö landskommun). W 1924 r. Storvik zostało przekształcone w köping. W wyniku reformy administracyjnej 1 stycznia 1971 r. Storviks köping zostało rozwiązane, a miejscowość włączona do gminy Sandviken.
W 2010 r. Storvik liczyło 2165 mieszkańców.